# Espace nordique du Grand Coin
L'espace nordique du Grand Coin, ou simplement le Grand Coin, est un domaine nordique du massif de la Vanoise, en Maurienne, située sur les territoires communaux de Montaimont (Saint François Longchamp), Pontamafrey-Montpascal, Montvernier et Le Châtel, dans le département de la Savoie en région Auvergne-Rhône-Alpes, au pied du Grand Coin et au-dessus de la Maurienne.

## Géographie

### Localisation
Le domaine du Grand Coin est situé en grande partie sur le plateau du Chaussy, entre la vallée de la Maurienne à l'ouest et les premiers sommets de la Vanoise à l'est, culminant entre 2 000 m et 3 000 m. Ce plateau constitue un col, le col du Chaussy, situé à 1 533 m et permettant de relier Pontamafrey-Montpascal au sud et Montaimont au nord.

### Accès au domaine
Le domaine est accessible par Montaimont avec la Route départementale 99 au départ de La Chambre et par Pontamafrey-Montpascal avec la Route départementale 77 au départ de Pontamafrey. Dans chacun des cas, l'ascension vers le domaine s'effectue depuis la vallée de la Maurienne. Il demeure toutefois possible d'arriver de Tarentaise en empruntant le col de la Madeleine situé à quelques kilomètres, fermé toutefois en hiver. Les deux routes départementales 77 et 99 sont reliées par la route du col du Chaussy.

## Nom du domaine
Le nom du domaine provient du Coin Lognan aussi dénommé Grand Coin, dans le massif de la Vanoise. Il s'agit d'un sommet de la montagne des Coins, culminant à 2 729 m. Le nom Lognan désigne un lieu « loin, au loin ». Le mot Coin désigne en ancien français un « sommet ».

## Le domaine

### Promotion et positionnement
Le domaine ne possède actuellement aucun labels.

### Hébergement et restauration
En 2014, la capacité d'accueil des environs du domaine, estimée par l'organisme Savoie Mont Blanc, est de 1 308 lits touristiques répartis dans 258 établissements. Les hébergements se répartissent comme suit : 14 meublés et 1 hôtel.

## Domaine skiable et gestion
Le domaine du Grand Coin est géré par un syndicat intercommunal, le Syndicat Intercommunal de la zone nordique du Grand Coin, qui rassemble les communes de Montaimont, Le Châtel, Montvernier et Pontamafrey-Montpascal.